# Marbelha

Localização de Marbelha

Marbelha (em castelhano: Marbella) é um município da Espanha na província de Málaga, comunidade autónoma da Andaluzia, de área 117 km² com população de 126 422 habitantes (2007) e densidade populacional de 1008,79 hab/km².
Uma cidade ainda em desenvolvimento, mas já é considerado natural que ultrapasse Mónaco e Ibiza nos próximos 20 anos como é epicentro europeu do glamour e do turismo noturno de luxo.[carece de fontes?]

## Demografia

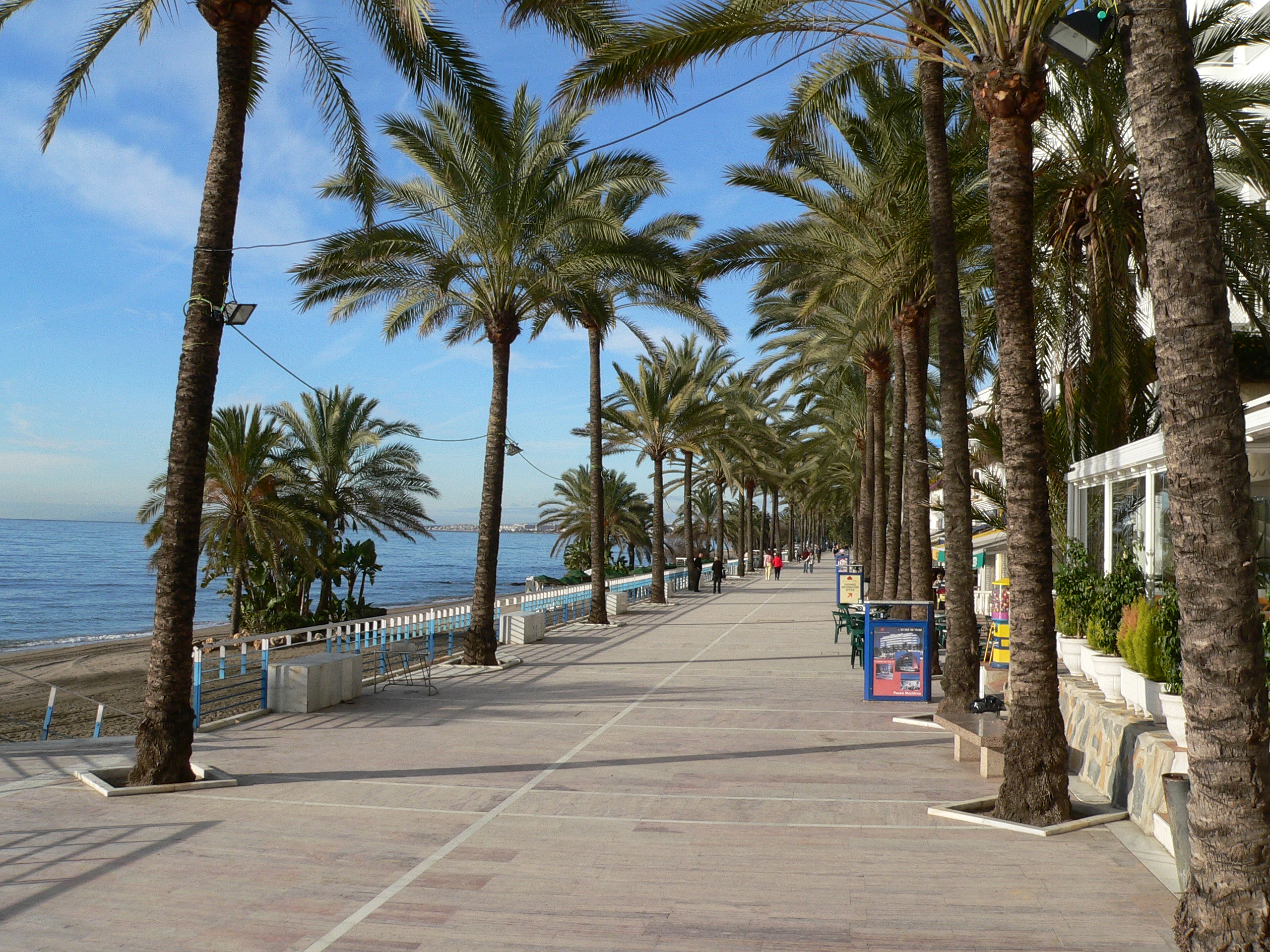
Passeio marítimo ao largo do mar Mediterrâneo

| Variação demográfica do município entre 1991 e 2004 | Variação demográfica do município entre 1991 e 2004 | Variação demográfica do município entre 1991 e 2004 | Variação demográfica do município entre 1991 e 2004 |
| --------------------------------------------------- | --------------------------------------------------- | --------------------------------------------------- | --------------------------------------------------- |
| 1991                                                | 1996                                                | 2001                                                | 2004                                                |
| 80 599                                              | 98 823                                              | 100 036                                             | 117 353                                             |

## Ver Também
- Marbella Cup